# Wayne Wright
Wayne Wright (Cincinnati (Ohio), 4 september 1932 – Long Island (New York), 9 mei 2008) was een Amerikaanse jazzzanger.

## Biografie
Wright groeide op in Detroit (Michigan), waar hij als tiener al in jazzclubs speelde. In 1960 verhuisde hij met zijn vrouw JoAnn naar New York, waar hij werkte als muzikant en voor het eerst verscheen op de ritmegitaar, onder andere als begeleider van sterren als Judy Garland, Peggy Lee, Sammy Davis jr. en Tony Bennett. De eerste opnamen werden gemaakt in 1963, toen hij lid was van de Quincy Jones Big Band (Plays Hip Hits, Mercury Records). In de daaropvolgende jaren werkte hij met Buddy Rich, Mel Tormé, Bobby Vinton, Bobby Hackett, Les Paul, Warren Vaché jr., in een duo met Marty Grosz en met het Ruby Braff/George Barnes kwartet en als tijdelijk lid van het Count Basie Orchestra trad hij op in respectievelijk de Carnegie Hall in 1973 en 1974, opnieuw in 1978 met Benny Goodman..
In de jaren 1980 speelde Wright met Barbara Lea, Peter Dean, Peter Compo en Flip Phillips. (A Real Swinger, 1988). Op het gebied van jazz was hij betrokken bij 33 opnamesessies tussen 1963 en 1988. Gedurende vele jaren was hij muzikant in de Broadway musical How to Succeed in Business Without Really Trying. In de jaren 1980 kon hij zijn vriend Les Paul (die aan artritis leed) overhalen om weer op te treden in Fat Tuesday's. In zijn latere jaren leed Wright aan een chronische obstructieve longziekte.

## Overlijden
Wayne Wright overleed in mei 2008 op 75-jarige leeftijd.

## Discografie
- 1973: Ruby Braff / George Barnes Quartet with John Giuffrida & Wayne Wright (Chiaroscuro Records)
- 1977: Marty Grosz/Wayne Wright: Let Your Fingers Do the Walking (Acoustic Guitar Duets) (Aviva)
- 1979: Marty Grosz/Wayne Wright: Goody Goody (Aviva)
- 1980: Ruby Braff & Woody Herman: It Had to Be Us (Chiaroscuro) met John Bunch, Michael Moore, Jake Hanna

- Bibliothèque nationale de France: cb139401456 (data)
- MusicBrainz: ab53806b-f98d-404d-a29d-366fff7ca7aa
- Virtual International Authority File: 32188035